# Эравиль
Эрави́ль (фр. Éraville) — коммуна во Франции, находится в регионе Пуату — Шаранта. Департамент — Шаранта. Входит в состав кантона Шатонёф-сюр-Шарант. Округ коммуны — Коньяк.
Код INSEE коммуны — 16129.

## География
Коммуна расположена приблизительно в 410 км к юго-западу от Парижа, в 120 км южнее Пуатье, в 22 км к западу от Ангулема.
Через территорию коммуны проходит древнеримская дорога Буане, соединяющая Сент и Перигё.

## Население
Население коммуны на 2008 год составляло 186 человек.
| 1962 | 1968 | 1975 | 1982 | 1990 | 1999 | 2008 |
| ---- | ---- | ---- | ---- | ---- | ---- | ---- |
| 213  | 202  | 183  | 186  | 192  | 177  | 186  |

## Администрация
| Период | Период | Фамилия       | Партия | Примечания |
| ------ | ------ | ------------- | ------ | ---------- |
| 1983   | 2008   | Рене Шарбонье |        |            |
| 2008   | 2014   | Шанталь Ийере |        | пенсионер  |

## Экономика
В 2007 году среди 115 человек в трудоспособном возрасте (15—64 лет) 85 были экономически активными, 30 — неактивными (показатель активности — 73,9 %, в 1999 году было 78,2 %). Из 85 активных работали 82 человека (46 мужчин и 36 женщин), безработных было 3 (1 мужчина и 2 женщины). Среди 30 неактивных 7 человек были учениками или студентами, 11 — пенсионерами, 12 были неактивными по другим причинам.

## Достопримечательности
- Приходская церковь Сен-Пьер (XII век). Исторический памятник с 1965 года[3]

## Фотогалерея

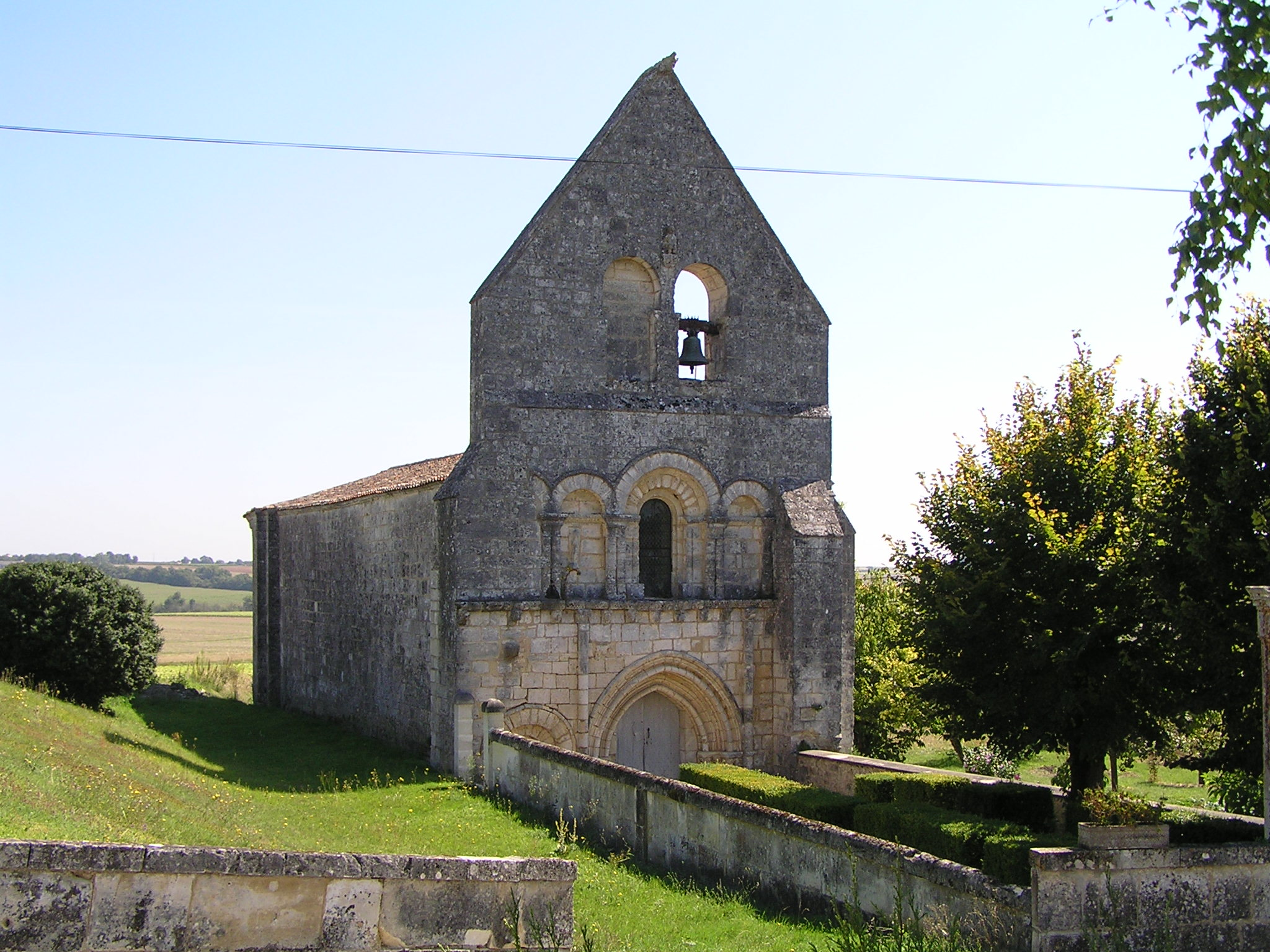
Церковь Сен-Пьер
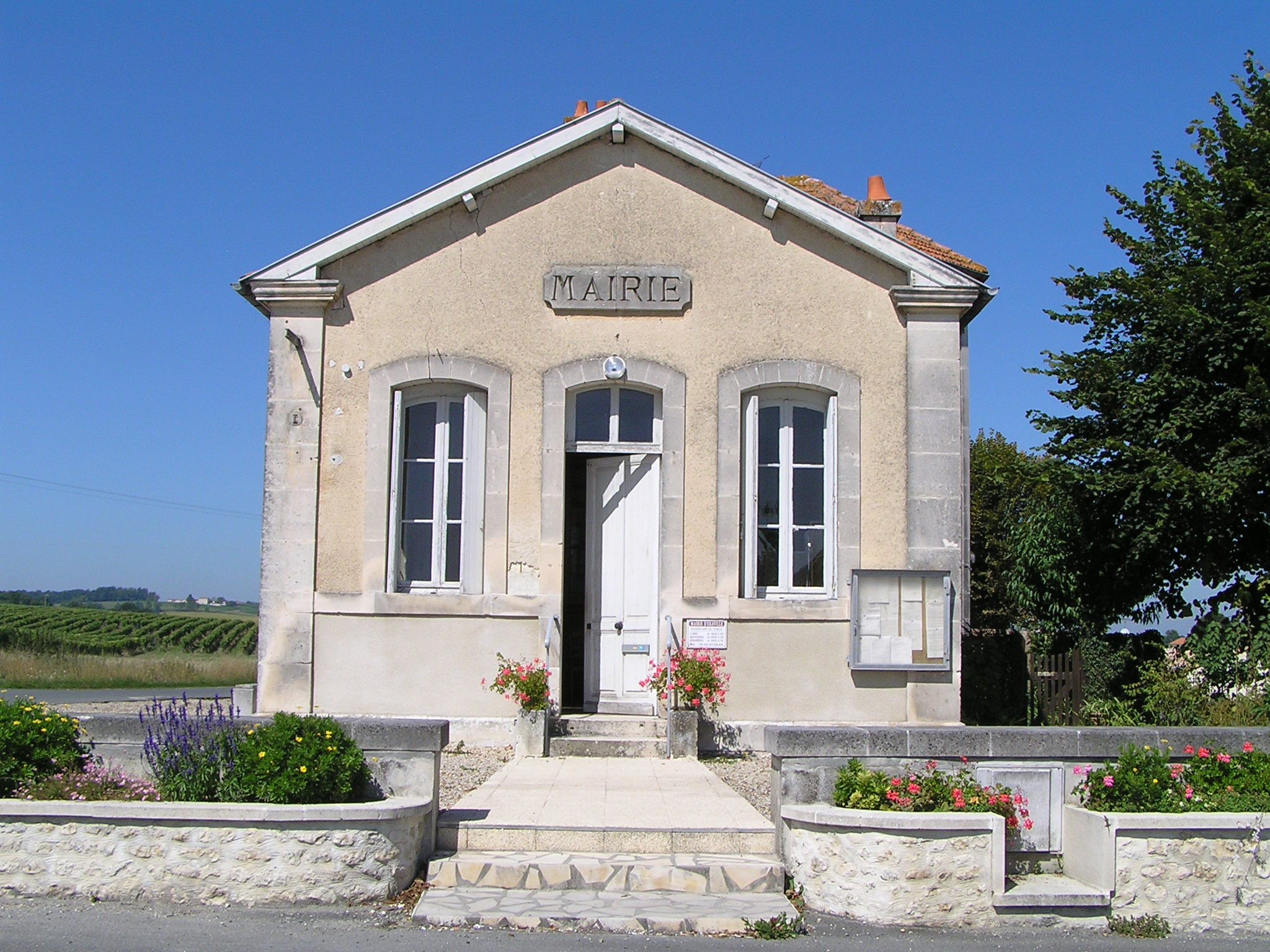
Мэрия
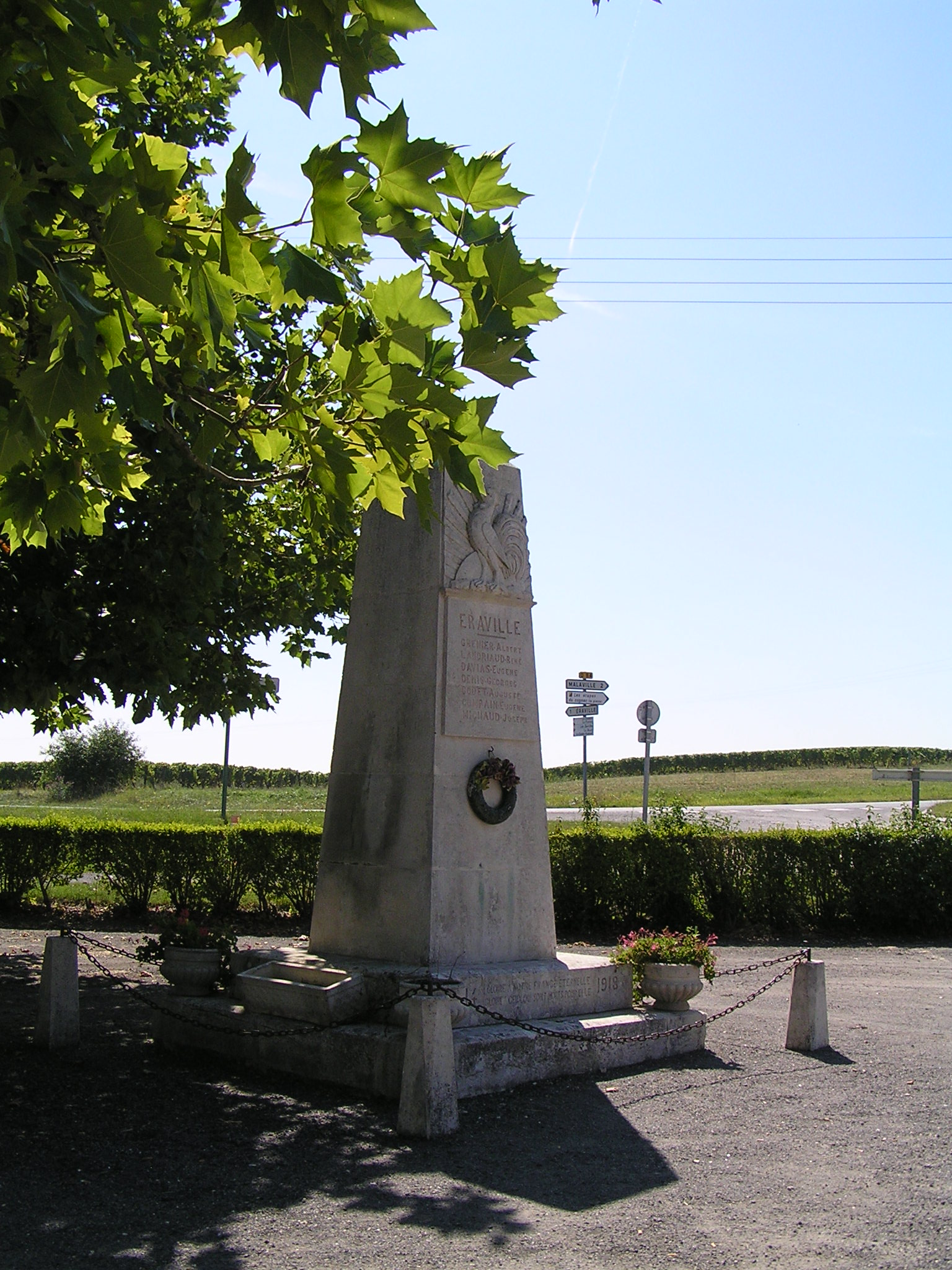
Военный мемориал
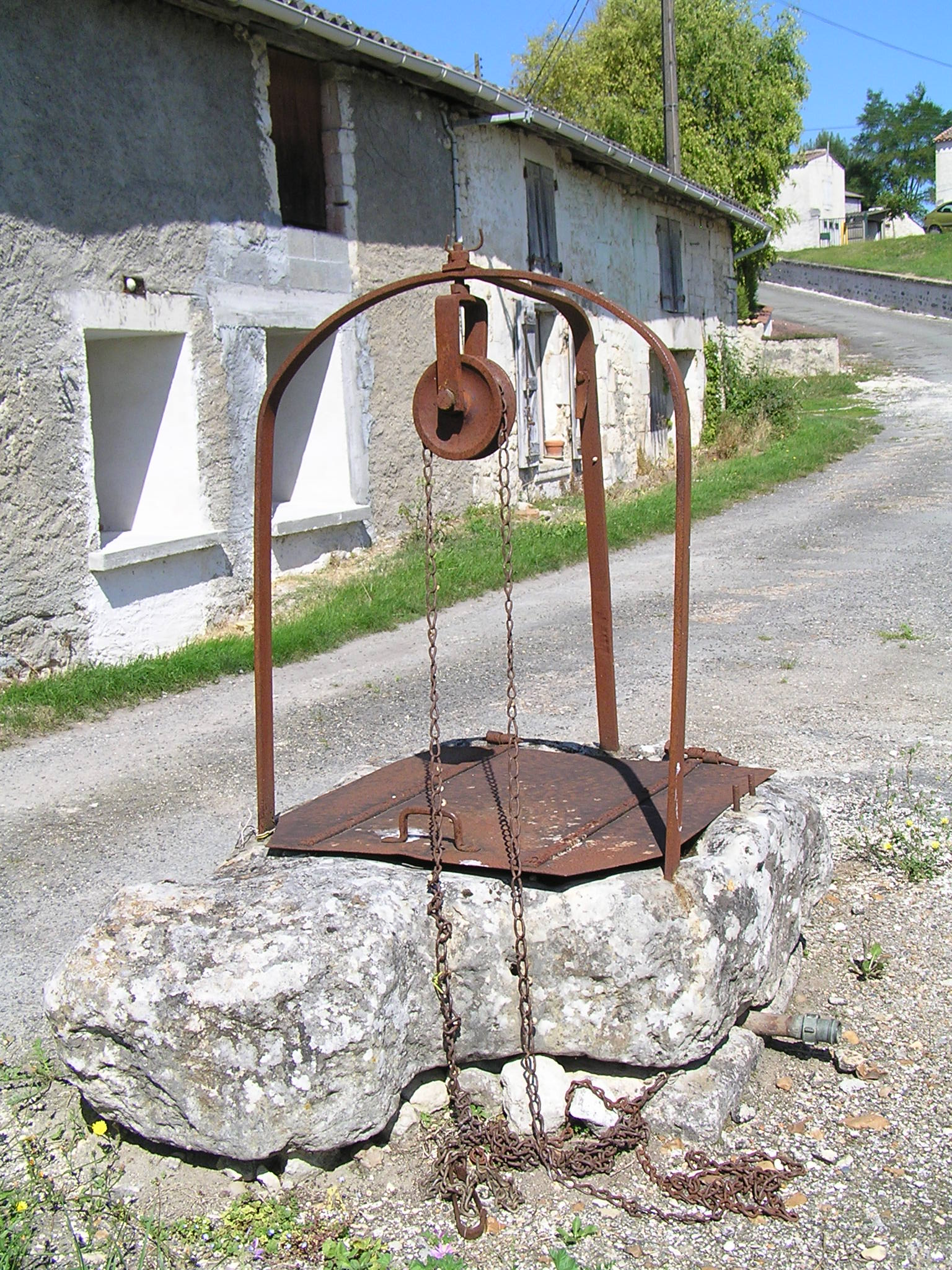
Колодец